# Börsmäklarens biträde

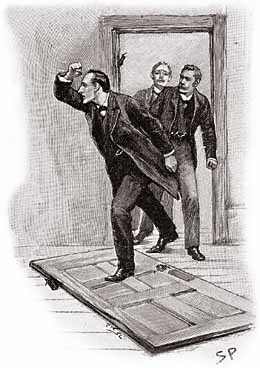

Börsmäklarens biträde (engelska: The Adventure of the Stockbroker's Clerk) är en av Sir Arthur Conan Doyles 56 noveller om detektiven Sherlock Holmes. Novellen publicerades första gången 1893. Börsmäklarens biträde ingår i novellsamlingen The Memoirs of Sherlock Holmes. Historien uppvisar tydliga likheter med novellen De rödhårigas förening. Båda novellerna handlar om personer som blivit erbjudna förmånliga jobb, endast för att få dem ur vägen så att ett brott kan begås.

## Handling
Ett börsmäklarbiträde, Mister Hall Pycroft, söker upp Sherlock Holmes. Han har misstankar mot ett företag i Birmingham som erbjudit honom en ovanligt hög lön.